# Calophyllum
Genre
Calophyllum est un genre de plantes à fleurs de la famille des Calophyllaceae (ou des Clusiacées ou Guttifères) selon la classification de Cronquist (1981)). Ce sont des arbres tropicaux qui sécrètent du latex. Certains produisent des résines odorantes utilisées en pharmacopée traditionnelle.

## Liste d'espèces
Selon BioLib (22 avril 2019) :
- Calophyllum acidus Kosterm.
- Calophyllum acutiputamen P.F.Stevens
- Calophyllum aerarium P.F.Stevens
- Calophyllum alboramulum P.F.Stevens
- Calophyllum amblyphyllum A.C.Sm. & S.P.Darwin
- Calophyllum andersonii P.F.Stevens
- Calophyllum angulare A.C.Sm.
- Calophyllum antillanum Britt.
- Calophyllum apetalum Willd.
- Calophyllum archipelagi P.F.Stevens
- Calophyllum ardens P.F.Stevens
- Calophyllum articulatum P.F.Stevens
- Calophyllum aurantiacum P.F.Stevens
- Calophyllum aureobrunnescens M.R.Hend. & Wyatt-Sm.
- Calophyllum aureum M.R.Hend. & Wyatt-Sm.
- Calophyllum austroindicum Kosterm. ex P.F.Stevens
- Calophyllum balansae Pit.
- Calophyllum banyengii P.F.Stevens
- Calophyllum bicolor P.F.Stevens
- Calophyllum biflorum M.R.Hend. & Wyatt-Sm.
- Calophyllum bifurcatum P.F.Stevens
- Calophyllum blancoi Planch. & Triana
- Calophyllum brachyphyllum Merr.
- Calophyllum bracteatum Thwaites
- Calophyllum brasiliense Cambess.
- Calophyllum brassii A.C.Sm.
- Calophyllum calaba L.
- Calophyllum calcicola P.F.Stevens
- Calophyllum caledonicum Vieill. ex Planch. & Triana
- Calophyllum canum Hook.f. ex T.Anderson
- Calophyllum carrii P.F.Stevens
- Calophyllum castaneum P.F.Stevens
- Calophyllum caudatum Kaneh. & Hatus.
- Calophyllum celebicum P.F.Stevens
- Calophyllum cerasiferum Vesque
- Calophyllum ceriferum Gagnep. ex P.F.Stevens
- Calophyllum chapelieri Drake
- Calophyllum cholobtaches Laut.
- Calophyllum clemensorum P.F.Stevens
- Calophyllum collinum P.F.Stevens
- Calophyllum comorense H.Perrier
- Calophyllum complanatum P.F.Stevens
- Calophyllum confertum P.F.Stevens
- Calophyllum confusum P.F.Stevens
- Calophyllum cordato-oblongum Thwaites
- Calophyllum coriaceum M.R.Hend. & Wyatt-Sm.
- Calophyllum costatum F.M.Bailey
- Calophyllum costulatum M.R.Hend. & Wyatt-Sm.
- Calophyllum cucullatum Merr.
- Calophyllum cuneifolium Thwaites
- Calophyllum dasypodium Miq.
- Calophyllum depressinervosum M.R.Hend. & Wyatt-Sm.
- Calophyllum dioscurii P.F.Stevens
- Calophyllum dispar P.F.Stevens
- Calophyllum dongnaiense Pierre
- Calophyllum drouhardii H.Perrier
- Calophyllum dryobalanoides Pierre
- Calophyllum echinatum P.F.Stevens
- Calophyllum elegans Ridl.
- Calophyllum ellipticum Rusby
- Calophyllum enervosum M.R.Hend. & Wyatt-Sm.
- Calophyllum eputamen P.F.Stevens
- Calophyllum euryphyllum Lauterb.
- Calophyllum exiticostatum P.F.Stevens
- Calophyllum ferrugineum Ridl.
- Calophyllum fibrosum P.F.Stevens
- Calophyllum flavoramulum M.R.Hend. & Wyatt-Sm.
- Calophyllum fraseri M.R.Hend. & Wyatt-Sm.
- Calophyllum garcinioides P.F.Stevens
- Calophyllum glaucescens Ridl.
- Calophyllum goniocarpum P.F.Stevens
- Calophyllum gracilipes Merr.
- Calophyllum gracillimum M.R.Hend. & Wyatt-Sm.
- Calophyllum grandiflorum J.J.Sm.
- Calophyllum griseum P.F.Stevens
- Calophyllum havilandii P.F.Stevens
- Calophyllum heterophyllum P.F.Stevens
- Calophyllum hirasimum P.F.Stevens
- Calophyllum hosei Ridl.
- Calophyllum humbertii P.F.Stevens
- Calophyllum incumbens P.F.Stevens
- Calophyllum inophyllum L.
- Calophyllum insularum P.F.Stevens
- Calophyllum lanigerum Miq.
- Calophyllum lankaensis Kosterm.
- Calophyllum laticostatum P.F.Stevens
- Calophyllum laxiflorum Drake
- Calophyllum leleanii P.F.Stevens
- Calophyllum leptocladum A.C.Sm. & S.P.Darwin
- Calophyllum leucocarpum A.C.Sm.
- Calophyllum lineare Kosterm.
- Calophyllum lingulatum P.F.Stevens
- Calophyllum lonchophyllum O.Schwarz
- Calophyllum longifolium Willd.
- Calophyllum lowei Planch. & Triana
- Calophyllum macrocarpum Hook.f.
- Calophyllum macrophyllum Scheff.
- Calophyllum membranaceum Gardner & Champ.
- Calophyllum milvum P.F.Stevens
- Calophyllum molle King
- Calophyllum moonii Wight
- Calophyllum morobensis P.F.Stevens
- Calophyllum mukunense P.F.Stevens
- Calophyllum multitudinis P.F.Stevens
- Calophyllum neo-ebudicum Guillaumin
- Calophyllum nodosum Vesque
- Calophyllum novoguineense Kaneh. & Hatus.
- Calophyllum nubicola D'Arcy & R.C.Keating
- Calophyllum obliquinervium Merr.
- Calophyllum obscurum P.F.Stevens
- Calophyllum oliganthum Merr.
- Calophyllum pachyphyllum Planch. & Triana
- Calophyllum paniculatum P.F.Stevens
- Calophyllum papuanum Lauterb.
- Calophyllum parkeri C.E.C.Fisch.
- Calophyllum parviflorum Bojer ex Baker
- Calophyllum parvifolium Choisy
- Calophyllum pauciflorum A.C.Sm.
- Calophyllum peekelii Lauterb.
- Calophyllum pelewense P.F.Stevens
- Calophyllum pentapetalum (Blanco) Merr.
- Calophyllum persimile P.F.Stevens
- Calophyllum pervillei Drake
- Calophyllum piluliferum P.F.Stevens
- Calophyllum pinetorum Bisse
- Calophyllum pisiferum Planch. & Triana
- Calophyllum poilanei Gagnep. ex P.F.Stevens
- Calophyllum polyanthum Wall. ex Planch. & Triana
- Calophyllum praetermissum P.F.Stevens
- Calophyllum pulcherrimum Wall. ex Choisy
- Calophyllum pyriforme P.F.Stevens
- Calophyllum recedens Jum. & H.Perrier
- Calophyllum recurvatum P.F.Stevens
- Calophyllum rigidulum P.F.Stevens
- Calophyllum rigidum Miq.
- Calophyllum rivulare Bisse
- Calophyllum robustum P.F.Stevens
- Calophyllum roseocostatum P.F.Stevens
- Calophyllum rotundifolium Ridl.
- Calophyllum rubiginosum M.R.Hend. & Wyatt-Sm.
- Calophyllum rufigemmatum Hend. & Wyatt-Sm. ex P.F.Stevens
- Calophyllum rufinerve Kaneh. & Hatus.
- Calophyllum rugosum P.F.Stevens
- Calophyllum rupicola Ridl.
- Calophyllum sakarium P.F.Stevens
- Calophyllum savannarum A.C.Sm.
- Calophyllum sclerophyllum Vesque
- Calophyllum scriblitifolium M.R.Hend. & Wyatt-Sm.
- Calophyllum sil Lauterb.
- Calophyllum soualattri Burm.f.
- Calophyllum stipitatum P.F.Stevens
- Calophyllum streimannii P.F.Stevens
- Calophyllum suberosum P.F.Stevens
- Calophyllum subhorizontale M.R.Hend. & Wyatt-Sm.
- Calophyllum subsessile King
- Calophyllum sundaicum P.F.Stevens
- Calophyllum symingtonianum M.R.Hend. & Wyatt-Sm.
- Calophyllum tacamahaca Willd.
- Calophyllum tetrapterum Miq.
- Calophyllum teysmannii Miq.
- Calophyllum thorelii Pierre
- Calophyllum thuriferum Poepp.
- Calophyllum thwaitesii Planch. & Triana
- Calophyllum tomentosum Wight
- Calophyllum tournanense Gagnep. ex P.F.Stevens
- Calophyllum trachycaule Lauterb.
- Calophyllum trapezifolium Thwaites
- Calophyllum undulatum P.F.Stevens
- Calophyllum utile Bisse
- Calophyllum vanoverberghii Merr.
- Calophyllum venulosum Zoll.
- Calophyllum vergens P.F.Stevens
- Calophyllum vernicosum P.F.Stevens
- Calophyllum verticillatum P.F.Stevens
- Calophyllum vexans P.F.Stevens
- Calophyllum vitiense Turrill
- Calophyllum waliense P.F.Stevens
- Calophyllum walkeri Wight
- Calophyllum wallichiana Planch. & Triana
- Calophyllum whitfordii Merr.
- Calophyllum woodii P.F.Stevens

Selon Catalogue of Life (22 avril 2019) :
- Calophyllum acidus A. J. G. H. Kostermans
- Calophyllum acutiputamen P. F. Stevens
- Calophyllum aerarium P. F. Stevens
- Calophyllum alboramulum P. F. Stevens
- Calophyllum andersonii P. F. Stevens
- Calophyllum angulare A. C. Sm.
- Calophyllum antillanum Britton
- Calophyllum apetalum Willd.
- Calophyllum archipelagi P. F. Stevens
- Calophyllum ardens P. F. Stevens
- Calophyllum articulatum P. F. Stevens
- Calophyllum aurantiacum P. F. Stevens
- Calophyllum aureobrunnescens M. R. Henderson & Wyatt-Smith
- Calophyllum aureum M. R. Henderson & Wyatt-Smith
- Calophyllum austroindicum Kosterm. ex P. F. Stevens
- Calophyllum balansae Pitard
- Calophyllum banyengii P. F. Stevens
- Calophyllum bicolor P. F. Stevens
- Calophyllum biflorum M. R. Henderson & Wyatt-Smith
- Calophyllum bifurcatum P. F. Stevens
- Calophyllum blancoi Planch. & Triana
- Calophyllum brachyphyllum Merrill
- Calophyllum bracteatum Thw.
- Calophyllum brasiliense Camb.
- Calophyllum brassii A. C. Sm.
- Calophyllum calaba L.
- Calophyllum calcicola P. F. Stevens
- Calophyllum caledonicum Vieill. ex Planch. & Triana
- Calophyllum canum Hook. fil.
- Calophyllum carrii P. F. Stevens
- Calophyllum castaneum P. F. Stevens
- Calophyllum caudatum Kanehira & Hatusima
- Calophyllum celebicum P. F. Stevens
- Calophyllum cerasiferum Vesque
- Calophyllum ceriferum Gagnep. ex P. F. Stevens
- Calophyllum chapelieri Drake
- Calophyllum clemensorum P. F. Stevens
- Calophyllum collinum P. F. Stevens
- Calophyllum comorense H. Perrier
- Calophyllum complanatum P. F. Stevens
- Calophyllum confertum P. F. Stevens
- Calophyllum confusum P. F Stevens
- Calophyllum cordato-oblongum Thw.
- Calophyllum coriaceum M. R. Henderson & Wyatt-Smith
- Calophyllum costatum J. F. Bailey
- Calophyllum costulatum M. R. Henderson & Wyatt-Smith
- Calophyllum cucullatum Merrill
- Calophyllum cuneifolium Thw.
- Calophyllum dasypodum Miq.
- Calophyllum depressinervosum M. R. Henderson & Wyatt-Smith
- Calophyllum dioscurii P. F. Stevens
- Calophyllum dispar P. F. Stevens
- Calophyllum dongnaiense Pierre
- Calophyllum drouhardii H. Perrier
- Calophyllum dryobalanoides Pierre
- Calophyllum echinatum P. F. Stevens
- Calophyllum elegans Ridl.
- Calophyllum enervosum M. R. Henderson & Wyatt-Smith
- Calophyllum eputamen P. F. Stevens
- Calophyllum euryphyllum Lauterb.
- Calophyllum exiticostatum P. F. Stevens
- Calophyllum ferrugineum Ridl.
- Calophyllum fibrosum P. F. Stevens
- Calophyllum flavoramulum M. R. Henderson & Wyatt-Smith
- Calophyllum fraseri M. R. Henderson & Wyatt-Smith
- Calophyllum garcinioides P. F. Stevens
- Calophyllum glaucescens Ridl.
- Calophyllum goniocarpum P. F Stevens
- Calophyllum gracilipes Merrill
- Calophyllum gracillimum M. R. Henderson & Wyatt-Smith
- Calophyllum grandiflorum J. J. Smith
- Calophyllum griseum P. F. Stevens
- Calophyllum havilandii P. F. Stevens
- Calophyllum heterophyllum P. F. Stevens
- Calophyllum hirasimum P. F. Stevens
- Calophyllum hosei Ridl.
- Calophyllum humbertii P. F. Stevens
- Calophyllum incumbens P. F. Stevens
- Calophyllum inophyllum L.
- Calophyllum insularum P. F. Stevens
- Calophyllum lanigerum Miq.
- Calophyllum lankaensis A. J. G. H. Kostermans
- Calophyllum laticostatum P. F Stevens
- Calophyllum laxiflorum Drake
- Calophyllum leleanii P. F. Stevens
- Calophyllum leptocladum A. C. Sm. & Darwin
- Calophyllum leucocarpum A. C. Sm.
- Calophyllum lineare Kostermans
- Calophyllum lingulatum P. F. Stevens
- Calophyllum longifolium Willd.
- Calophyllum lowii Hook. fil.
- Calophyllum macrocarpum Hook. fil.
- Calophyllum macrophyllum Scheff.
- Calophyllum mariae Planch. & Triana
- Calophyllum membranaceum Gardner & Champ.
- Calophyllum mesoamericanum Vela Díaz
- Calophyllum milvum P. F. Stevens
- Calophyllum molle King
- Calophyllum moonii Wight
- Calophyllum morobense P. F Stevens
- Calophyllum mukunense P. F. Stevens
- Calophyllum multitudinis P. F. Stevens
- Calophyllum neoebudicum Guillaumin
- Calophyllum nodosum Vesque
- Calophyllum novoguineense Kanehira & Hatusima
- Calophyllum nubicola W. G. D' Arcy & R. C. Keating
- Calophyllum obliquinervium Merrill
- Calophyllum obscurum P. F. Stevens
- Calophyllum oliganthum Merrill
- Calophyllum pachyphyllum Planch. & Triana
- Calophyllum paniculatum P. F. Stevens
- Calophyllum papuanum Lauterb.
- Calophyllum parkeri C. E. C. Fischer
- Calophyllum parviflorum Boj. ex Baker
- Calophyllum parvifolium Choisy
- Calophyllum pascalianum B. R. Ramesh, Ayyappan & De Franceschi
- Calophyllum pauciflorum A. C. Sm.
- Calophyllum peekelii Lauterb.
- Calophyllum pelewense P. F. Stevens
- Calophyllum pentapetalum (Blanco) Merr.
- Calophyllum persimile P. F. Stevens
- Calophyllum piluliferum P. F Stevens
- Calophyllum pinetorum Bisse
- Calophyllum pisiferum Planch. & Triana
- Calophyllum poilanei Gagnep. ex P. F. Stevens
- Calophyllum polyanthum Wall. ex Choisy
- Calophyllum praetermissum P. F. Stevens
- Calophyllum pubescens Vela Díaz
- Calophyllum pulcherrimum Wall.
- Calophyllum pyriforme P. F. Stevens
- Calophyllum recedens Jumelle & Perrier
- Calophyllum recurvatum P. F. Stevens
- Calophyllum rigidulum P. F. Stevens
- Calophyllum rigidum Miq.
- Calophyllum rivulare Bisse
- Calophyllum robustum P. F Stevens
- Calophyllum roseocostatum P. F. Stevens
- Calophyllum rotundifolium Ridl.
- Calophyllum rubiginosum M. R. Henderson & Wyatt-Smith
- Calophyllum rufigemmatum Henderson & Wyatt-Smith ex P. F. Stevens
- Calophyllum rufinerve Kanehira & Hatusima
- Calophyllum rugosum P. F. Stevens
- Calophyllum rupicola Ridl.
- Calophyllum sakarium P. F. Stevens
- Calophyllum savannarum A. C. Sm.
- Calophyllum sclerophyllum Vesque
- Calophyllum scriblitifolium M. R. Henderson & Wyatt-Smith
- Calophyllum sil Lauterb.
- Calophyllum soulattri Burm. fil.
- Calophyllum stipitatum P. F. Stevens
- Calophyllum streimannii P. F Stevens
- Calophyllum suberosum P. F Stevens
- Calophyllum subhorizontale M. R. Henderson & Wyatt-Smith
- Calophyllum subsessile King
- Calophyllum sundaicum P. F. Stevens
- Calophyllum symingtonianum M. R. Henderson & Wyatt-Smith
- Calophyllum tacamahaca Willd.
- Calophyllum tetrapterum Miq.
- Calophyllum teysmannii Miq.
- Calophyllum thorelii Pierre
- Calophyllum thwaitesii Planch. & Triana
- Calophyllum tomentosum Wight
- Calophyllum touranense Gagnep. ex P. F. Stevens
- Calophyllum trachycaule Lauterb.
- Calophyllum trapezifolium Thw.
- Calophyllum undulatum P. F. Stevens
- Calophyllum utile Bisse
- Calophyllum vanoverberghii Merr.
- Calophyllum venulosum Zoll.
- Calophyllum vergens P. F. Stevens
- Calophyllum vernicosum P. F. Stevens
- Calophyllum verticillatum P. F. Stevens
- Calophyllum vexans P. F. Stevens
- Calophyllum vitiense Turrill
- Calophyllum waliense P. F. Stevens
- Calophyllum walkeri Wight
- Calophyllum wallichiana Planch. & Triana
- Calophyllum whitfordii Merrill
- Calophyllum woodii P. F. Stevens

Selon The Plant List (22 avril 2019) :
- Calophyllum acidus Kosterm.
- Calophyllum acutiputamen P.F.Stevens
- Calophyllum aerarium P.F.Stevens
- Calophyllum alboramulum P.F.Stevens
- Calophyllum amblyphyllum A.C.Sm. & S.P.Darwin
- Calophyllum andersonii P.F.Stevens
- Calophyllum angulare A.C.Sm.
- Calophyllum apetalum Willd.
- Calophyllum archipelagi P.F.Stevens
- Calophyllum ardens P.F.Stevens
- Calophyllum articulatum P.F.Stevens
- Calophyllum aurantiacum P.F.Stevens
- Calophyllum aureobrunnescens M.R.Hend. & Wyatt-Sm.
- Calophyllum aureum M.R.Hend. & Wyatt-Sm.
- Calophyllum austroindicum Kosterm. ex P.F.Stevens
- Calophyllum balansae Pit.
- Calophyllum banyengii P.F.Stevens
- Calophyllum bicolor P.F.Stevens
- Calophyllum biflorum M.R.Hend. & Wyatt-Sm.
- Calophyllum bifurcatum P.F.Stevens
- Calophyllum blancoi Planch. & Triana
- Calophyllum brachyphyllum Merr.
- Calophyllum bracteatum Thwaites
- Calophyllum brasiliense Cambess.
- Calophyllum brassii A.C.Sm.
- Calophyllum calaba L.
- Calophyllum calcicola P.F.Stevens
- Calophyllum caledonicum Vieill. ex Planch. & Triana
- Calophyllum canum Hook.f. ex T.Anderson
- Calophyllum carrii P.F.Stevens
- Calophyllum castaneum P.F.Stevens
- Calophyllum caudatum Kaneh. & Hatus.
- Calophyllum celebicum P.F.Stevens
- Calophyllum cerasiferum Vesque
- Calophyllum ceriferum Gagnep. ex P.F.Stevens
- Calophyllum chapelieri Drake
- Calophyllum clemensorum P.F.Stevens
- Calophyllum collinum P.F.Stevens
- Calophyllum comorense H.Perrier
- Calophyllum complanatum P.F.Stevens
- Calophyllum confertum P.F.Stevens
- Calophyllum confusum P.F.Stevens
- Calophyllum cordato-oblongum Thwaites
- Calophyllum coriaceum M.R.Hend. & Wyatt-Sm.
- Calophyllum costatum F.M.Bailey
- Calophyllum costulatum M.R.Hend. & Wyatt-Sm.
- Calophyllum cucullatum Merr.
- Calophyllum cuneifolium Thwaites
- Calophyllum dasypodium Miq.
- Calophyllum depressinervosum M.R.Hend. & Wyatt-Sm.
- Calophyllum dioscurii P.F.Stevens
- Calophyllum dispar P.F.Stevens
- Calophyllum dongnaiense Pierre
- Calophyllum drouhardii H.Perrier
- Calophyllum dryobalanoides Pierre
- Calophyllum echinatum P.F.Stevens
- Calophyllum elegans Ridl.
- Calophyllum ellipticum Rusby
- Calophyllum enervosum M.R.Hend. & Wyatt-Sm.
- Calophyllum eputamen P.F.Stevens
- Calophyllum euryphyllum Lauterb.
- Calophyllum exiticostatum P.F.Stevens
- Calophyllum ferrugineum Ridl.
- Calophyllum fibrosum P.F.Stevens
- Calophyllum flavoramulum M.R.Hend. & Wyatt-Sm.
- Calophyllum fraseri M.R.Hend. & Wyatt-Sm.
- Calophyllum garcinioides P.F.Stevens
- Calophyllum glaucescens Ridl.
- Calophyllum goniocarpum P.F.Stevens
- Calophyllum gracilipes Merr.
- Calophyllum gracillimum M.R.Hend. & Wyatt-Sm.
- Calophyllum grandiflorum J.J.Sm.
- Calophyllum griseum P.F.Stevens
- Calophyllum havilandii P.F.Stevens
- Calophyllum heterophyllum P.F.Stevens
- Calophyllum hirasimum P.F.Stevens
- Calophyllum hosei Ridl.
- Calophyllum humbertii P.F.Stevens
- Calophyllum incumbens P.F.Stevens
- Calophyllum inophyllum L.
- Calophyllum insularum P.F.Stevens
- Calophyllum lanigerum Miq.
- Calophyllum lankaensis Kosterm.
- Calophyllum laticostatum P.F.Stevens
- Calophyllum laxiflorum Drake
- Calophyllum leleanii P.F.Stevens
- Calophyllum leptocladum A.C.Sm. & S.P.Darwin
- Calophyllum leucocarpum A.C.Sm.
- Calophyllum lineare Kosterm.
- Calophyllum lingulatum P.F.Stevens
- Calophyllum lonchophyllum O.Schwarz
- Calophyllum longifolium Willd.
- Calophyllum lowei Planch. & Triana
- Calophyllum macrocarpum Hook.f.
- Calophyllum macrophyllum Scheff.
- Calophyllum membranaceum Gardner & Champ.
- Calophyllum milvum P.F.Stevens
- Calophyllum molle King
- Calophyllum moonii Wight
- Calophyllum morobensis P.F.Stevens
- Calophyllum mukunense P.F.Stevens
- Calophyllum multitudinis P.F.Stevens
- Calophyllum neoebudicum Guillaumin
- Calophyllum nodosum Vesque
- Calophyllum novoguineense Kaneh. & Hatus.
- Calophyllum nubicola D'Arcy & R.C.Keating
- Calophyllum obliquinervium Merr.
- Calophyllum obscurum P.F.Stevens
- Calophyllum oliganthum Merr.
- Calophyllum pachyphyllum Planch. & Triana
- Calophyllum paniculatum P.F.Stevens
- Calophyllum papuanum Lauterb.
- Calophyllum parkeri C.E.C.Fisch.
- Calophyllum parviflorum Bojer ex Baker
- Calophyllum parvifolium Choisy
- Calophyllum pauciflorum A.C.Sm.
- Calophyllum peekelii Lauterb.
- Calophyllum pelewense P.F.Stevens
- Calophyllum pentapetalum (Blanco) Merr.
- Calophyllum persimile P.F.Stevens
- Calophyllum pervillei Drake
- Calophyllum piluliferum P.F.Stevens
- Calophyllum pinetorum Bisse
- Calophyllum pisiferum Planch. & Triana
- Calophyllum poilanei Gagnep. ex P.F.Stevens
- Calophyllum polyanthum Wall. ex Planch. & Triana
- Calophyllum praetermissum P.F.Stevens
- Calophyllum pulcherrimum Wall. ex Choisy
- Calophyllum pyriforme P.F.Stevens
- Calophyllum recedens Jum. & H.Perrier
- Calophyllum recurvatum P.F.Stevens
- Calophyllum rigidulum P.F.Stevens
- Calophyllum rigidum Miq.
- Calophyllum rivulare Bisse
- Calophyllum robustum P.F.Stevens
- Calophyllum roseocostatum P.F.Stevens
- Calophyllum rotundifolium Ridl.
- Calophyllum rubiginosum M.R.Hend. & Wyatt-Sm.
- Calophyllum rufigemmatum Hend. & Wyatt-Sm. ex P.F.Stevens
- Calophyllum rufinerve Kaneh. & Hatus.
- Calophyllum rugosum P.F.Stevens
- Calophyllum rupicola Ridl.
- Calophyllum sakarium P.F.Stevens
- Calophyllum savannarum A.C.Sm.
- Calophyllum sclerophyllum Vesque
- Calophyllum scriblitifolium M.R.Hend. & Wyatt-Sm.
- Calophyllum sil Lauterb.
- Calophyllum soulattri Burm.f.
- Calophyllum stipitatum P.F.Stevens
- Calophyllum streimannii P.F.Stevens
- Calophyllum suberosum P.F.Stevens
- Calophyllum subhorizontale M.R.Hend. & Wyatt-Sm.
- Calophyllum subsessile King
- Calophyllum sundaicum P.F.Stevens
- Calophyllum symingtonianum M.R.Hend. & Wyatt-Sm.
- Calophyllum tacamahaca Willd.
- Calophyllum tetrapterum Miq.
- Calophyllum teysmannii Miq.
- Calophyllum thorelii Pierre
- Calophyllum thuriferum Poepp.
- Calophyllum thwaitesii Planch. & Triana
- Calophyllum tomentosum Wight
- Calophyllum tournanense Gagnep. ex P.F.Stevens
- Calophyllum trachycaule Lauterb.
- Calophyllum trapezifolium Thwaites
- Calophyllum undulatum P.F.Stevens
- Calophyllum utile Bisse
- Calophyllum vanoverberghii Merr.
- Calophyllum venulosum Zoll.
- Calophyllum vergens P.F.Stevens
- Calophyllum vernicosum P.F.Stevens
- Calophyllum verticillatum P.F.Stevens
- Calophyllum vexans P.F.Stevens
- Calophyllum vitiense Turrill
- Calophyllum waliense P.F.Stevens
- Calophyllum walkeri Wight
- Calophyllum wallichiana Planch. & Triana
- Calophyllum whitfordii Merr.
- Calophyllum woodii P.F.Stevens

Selon Tropicos (22 avril 2019) (Attention liste brute contenant possiblement des synonymes) :
- Calophyllum acidus Kosterm.
- Calophyllum acutiputamen P.F. Stevens
- Calophyllum aerarium P.F. Stevens
- Calophyllum akara Burm. f.
- Calophyllum alboramulum P.F. Stevens
- Calophyllum amblyphyllum A.C. Sm. & S.P. Darwin
- Calophyllum amoenum Wall. ex Choisy
- Calophyllum amplexicaule Choisy ex Planch. & Triana
- Calophyllum andersonii P.F. Stevens
- Calophyllum angulare A.C. Sm.
- Calophyllum angustifolium Roxb.
- Calophyllum antillanum Britton
- Calophyllum apetalum Willd.
- Calophyllum archipelagi P.F. Stevens
- Calophyllum ardens P.F. Stevens
- Calophyllum articulatum P.F. Stevens
- Calophyllum aurantiacum P.F. Stevens
- Calophyllum aureobrunnescens M.R. Hend. & Wyatt-Sm.
- Calophyllum aureum M.R. Hend. & Wyatt-Sm.
- Calophyllum auriculatum Merr.
- Calophyllum australianum F. Muell. ex Vesque
- Calophyllum austrocoriaceum Whitmore
- Calophyllum austroindicum Kosterm. ex P.F. Stevens
- Calophyllum balansae Pit.
- Calophyllum bancanum Miq.
- Calophyllum banyengii P.F. Stevens
- Calophyllum benjamina Ridl.
- Calophyllum bicolor P.F. Stevens
- Calophyllum biflorum M.R. Hend. & Wyatt-Sm.
- Calophyllum bifurcatum P.F. Stevens
- Calophyllum bingator Roxb.
- Calophyllum bintagor Roxb.
- Calophyllum blancoi Planch. & Triana
- Calophyllum blumei Wight
- Calophyllum blumutense M.R. Hend. & Wyatt-Sm.
- Calophyllum bonii Pit.
- Calophyllum borneense Vesque
- Calophyllum brachyphyllum Merr.
- Calophyllum bracteatum Thwaites
- Calophyllum brasiliense Cambess.
- Calophyllum brassii A.C. Sm.
- Calophyllum burmannii Wight
- Calophyllum buxifolium Vesque
- Calophyllum calaba L.
- Calophyllum calaboides G. Don
- Calophyllum calcicola P.F. Stevens
- Calophyllum caledonicum Vieill. ex Planch. & Triana
- Calophyllum canum Hook. f. ex T. Anderson
- Calophyllum carrii P.F. Stevens
- Calophyllum castaneum P.F. Stevens
- Calophyllum caudatum Kaneh. & Hatus.
- Calophyllum celebicum P.F. Stevens
- Calophyllum cerasiferum Vesque
- Calophyllum ceriferum Gagnep. ex P.F. Stevens
- Calophyllum changii N. Robson
- Calophyllum chapelieri Drake
- Calophyllum chiapense Standl.
- Calophyllum clemensorum P.F. Stevens
- Calophyllum collinum P.F. Stevens
- Calophyllum comorense H. Perrier
- Calophyllum complanatum P.F. Stevens
- Calophyllum confertum P.F. Stevens
- Calophyllum confusum P.F. Stevens
- Calophyllum congestiflorum A.C. Sm.
- Calophyllum cordato-oblongum Thwaites
- Calophyllum coriaceum M.R. Hend. & Wyatt-Sm.
- Calophyllum costatum F.M. Bailey
- Calophyllum costulatum M.R. Hend. & Wyatt-Sm.
- Calophyllum cucullatum Merr.
- Calophyllum cumingii Planch. & Triana
- Calophyllum cuneatum M.R. Hend. & Wyatt-Sm.
- Calophyllum cuneifolium Thwaites
- Calophyllum cupi Kunth
- Calophyllum curtisii King
- Calophyllum cuspidatum Ridl.
- Calophyllum dasypodium Miq.
- Calophyllum decipiens Thwaites
- Calophyllum depressinervosum M.R. Hend. & Wyatt-Sm.
- Calophyllum dioscurii P.F. Stevens
- Calophyllum dispar P.F. Stevens
- Calophyllum dongnaiense Pierre
- Calophyllum drouhardii H. Perrier
- Calophyllum dryobalanoides Pierre
- Calophyllum echinatum P.F. Stevens
- Calophyllum edule Seem.
- Calophyllum elatum Bedd.
- Calophyllum elegans Ridl.
- Calophyllum ellipticum Rusby
- Calophyllum enervosum M.R. Hend. & Wyatt-Sm.
- Calophyllum eputamen P.F. Stevens
- Calophyllum euryphyllum Lauterb.
- Calophyllum exiticostatum P.F. Stevens
- Calophyllum ferrugineum Ridl.
- Calophyllum fibrosum P.F. Stevens
- Calophyllum flavocortica Elmer
- Calophyllum flavoramulum M.R. Hend. & Wyatt-Sm.
- Calophyllum floribundum Hook. f.
- Calophyllum foetidum Ridl.
- Calophyllum fragrans Ridl.
- Calophyllum fraseri M.R. Hend. & Wyatt-Sm.
- Calophyllum frutescens Ridl.
- Calophyllum gaimanum P.F. Stevens
- Calophyllum garcinioides P.F. Stevens
- Calophyllum glabrum Merr.
- Calophyllum glaucescens Ridl.
- Calophyllum globuliferum Ridl.
- Calophyllum goniocarpum P.F. Stevens
- Calophyllum gracile Miq.
- Calophyllum gracilipes Merr.
- Calophyllum gracillimum M.R. Hend. & Wyatt-Sm.
- Calophyllum grandiflorum J.J. Sm.
- Calophyllum griffithii T. Anderson
- Calophyllum griseum P.F. Stevens
- Calophyllum harmandii Pit.
- Calophyllum havilandii P.F. Stevens
- Calophyllum heterophyllum P.F. Stevens
- Calophyllum hexapetalum Hook. f.
- Calophyllum hibbardii Elmer
- Calophyllum hirasimum P.F. Stevens
- Calophyllum horstii Boerl.
- Calophyllum hosei Ridl.
- Calophyllum humbertii P.F. Stevens
- Calophyllum ijzermannii Boerl. & Koord.-Schum.
- Calophyllum incrassatum M.R. Hend. & Wyatt-Sm.
- Calophyllum incumbens P.F. Stevens
- Calophyllum inophylloide King
- Calophyllum inophyllum L.
- Calophyllum insularum P.F. Stevens
- Calophyllum intramarginale M.R. Hend. & Wyatt-Sm.
- Calophyllum jacquinii Fawc. & Rendle
- Calophyllum javanicum Miq.
- Calophyllum kajewskii A.C. Sm.
- Calophyllum kingianum (T. Anderson) Engl.
- Calophyllum kunstleri King
- Calophyllum lanceola Ridl.
- Calophyllum lanceolarium Roxb.
- Calophyllum lanceolatum Blume
- Calophyllum lancifolium Elmer
- Calophyllum lanigerum Miq.
- Calophyllum lankaensis Kosterm.
- Calophyllum laticostatum P.F. Stevens
- Calophyllum laxiflorum Drake
- Calophyllum leleanii P.F. Stevens
- Calophyllum leptocladum A.C. Sm. & S.P. Darwin
- Calophyllum leucocarpum A.C. Sm.
- Calophyllum lineare Kosterm.
- Calophyllum lingulatum P.F. Stevens
- Calophyllum lonchophyllum O. Schwarz
- Calophyllum longifolium Willd.
- Calophyllum lowei Planch. & Triana
- Calophyllum lucidum Benth.
- Calophyllum macrocarpum Hook. f.
- Calophyllum macrophyllum Scheff.
- Calophyllum madruno Kunth
- Calophyllum marginatum Wall. ex Choisy
- Calophyllum mariae Planch. & Triana
- Calophyllum megistanthum Quisumb. & Merr.
- Calophyllum membranaceum Gardner & Champ.
- Calophyllum mesoamericanum Vela Díaz
- Calophyllum microphyllum (Vesque) Planch. & Triana
- Calophyllum milvum P.F. Stevens
- Calophyllum mindanaense Elmer
- Calophyllum molle King
- Calophyllum montanun Vieill. ex Planch. & Triana
- Calophyllum moonii Wight
- Calophyllum morobensis P.F. Stevens
- Calophyllum motleyi Ridl.
- Calophyllum mukunense P.F. Stevens
- Calophyllum multitudinis P.F. Stevens
- Calophyllum nagassarium Burm. f.
- Calophyllum neoebudicum Guillaumin
- Calophyllum neriifolium Ridl.
- Calophyllum nodosum Vesque
- Calophyllum novoguineense Kaneh. & Hatus.
- Calophyllum nubicola D'Arcy & R.C. Keating
- Calophyllum obliquinervium Merr.
- Calophyllum oblongifolium Ridl.
- Calophyllum obovale Miq.
- Calophyllum obscurum P.F. Stevens
- Calophyllum oliganthum Merr.
- Calophyllum pachyphyllum Triana & Planch.
- Calophyllum paludosum C.T. White
- Calophyllum paniculatum P.F. Stevens
- Calophyllum papuanum Lauterb.
- Calophyllum parkeri C.E.C. Fisch.
- Calophyllum parviflorum Bojer ex Baker
- Calophyllum parvifolium Choisy
- Calophyllum pascalianum
- Calophyllum pauciflorum A.C. Sm.
- Calophyllum peekelii Lauterb.
- Calophyllum pelewense P.F. Stevens
- Calophyllum pentapetalum Merr.
- Calophyllum persimile P.F. Stevens
- Calophyllum pervillei Drake
- Calophyllum piaroanum An. Castillo & C. Gil
- Calophyllum piluliferum P.F. Stevens
- Calophyllum pinetorum Bisse
- Calophyllum pisiferum Planch. & Triana
- Calophyllum plicipes Miq.
- Calophyllum poilanei Gagnep. ex P.F. Stevens
- Calophyllum polyanthum Wall. ex Choisy
- Calophyllum praetermissum P.F. Stevens
- Calophyllum prainianum King
- Calophyllum procerum A.C. Sm.
- Calophyllum pseudotacamacha Planch. & Triana
- Calophyllum pseudowallichianum Engl.
- Calophyllum pubescens Vela Díaz
- Calophyllum pulcherrimum Wall. ex Choisy
- Calophyllum pulgarense Elmer
- Calophyllum pulgarensis Elmer
- Calophyllum pustulatum Ridl.
- Calophyllum pyriforme P.F. Stevens
- Calophyllum racemosum Merr.
- Calophyllum ramiflorum O. Schwarz
- Calophyllum recedens Jum. & H. Perrier
- Calophyllum recurvatum P.F. Stevens
- Calophyllum rekoi Standl.
- Calophyllum retusum Wall. ex Planch. & Triana
- Calophyllum revolutum Rich. ex Vesque
- Calophyllum rhizophorum Boerl. & Koord.-Schum.
- Calophyllum rigidulum P.F. Stevens
- Calophyllum rigidum Miq.
- Calophyllum rivulare Bisse
- Calophyllum robustum P.F. Stevens
- Calophyllum roseocostatum P.F. Stevens
- Calophyllum rotundifolium Ridl.
- Calophyllum rubiginosum M.R. Hend. & Wyatt-Sm.
- Calophyllum rufigemmatum Hend. & Wyatt-Sm. ex P.F. Stevens
- Calophyllum rufinerve Kaneh. & Hatus.
- Calophyllum rugosum P.F. Stevens
- Calophyllum rupicola Ridl.
- Calophyllum saigonense Pierre
- Calophyllum sakarium P.F. Stevens
- Calophyllum samoense Christoph.
- Calophyllum sangkae Craib
- Calophyllum savannarum A.C. Sm.
- Calophyllum schefferi (Scheff.) Vesque
- Calophyllum sclerophyllum Vesque
- Calophyllum scriblitifolium M.R. Hend. & Wyatt-Sm.
- Calophyllum sil Lauterb.
- Calophyllum smilesianum Craib
- Calophyllum sorapa Drake
- Calophyllum soulattri Burm. f.
- Calophyllum spectabile Hook. f. & Arn.
- Calophyllum spurium Bojer
- Calophyllum stipitatum P.F. Stevens
- Calophyllum streimannii P.F. Stevens
- Calophyllum streinmannii P.F. Stevens
- Calophyllum suberosum P.F. Stevens
- Calophyllum subhorizontale M.R. Hend. & Wyatt-Sm.
- Calophyllum subsessile King
- Calophyllum sundaicum P.F. Stevens
- Calophyllum suriga Buch.-Ham.
- Calophyllum symingtonianum M.R. Hend. & Wyatt-Sm.
- Calophyllum tacamahaca Willd.
- Calophyllum tahanense M.R. Hend. & Wyatt-Sm.
- Calophyllum tenuicrustosum A.C. Sm. & S.P. Darwin
- Calophyllum tenuivenium M.R. Hend. & Wyatt-Sm.
- Calophyllum tetragonum Merr.
- Calophyllum tetrapetalum Roxb.
- Calophyllum tetrapterum Miq.
- Calophyllum teysmannii Miq.
- Calophyllum thorelii Pierre
- Calophyllum thuriferum Poepp.
- Calophyllum thwaitesii (Thwaites) Planch. & Triana
- Calophyllum tomentosum Wight
- Calophyllum tonkinense Pit.
- Calophyllum touranense Gagnep. ex P.F. Stevens
- Calophyllum touriga C.T. White & W.D. Francis
- Calophyllum tournanense Gagnep. ex P.F. Stevens
- Calophyllum trachycaule Lauterb.
- Calophyllum trapezifolium Thwaites
- Calophyllum undulatum P.F. Stevens
- Calophyllum utile Bisse
- Calophyllum vanoverberghii Merr.
- Calophyllum venulosum Zoll.
- Calophyllum venustum King
- Calophyllum vergens P.F. Stevens
- Calophyllum vernicosum P.F. Stevens
- Calophyllum verticillatum P.F. Stevens
- Calophyllum vexans P.F. Stevens
- Calophyllum vitiense Turrill
- Calophyllum wakamatsui Kaneh.
- Calophyllum waliense P.F. Stevens
- Calophyllum walkeri Wight
- Calophyllum wallichiana auct.
- Calophyllum wallichianum Planch. & Triana
- Calophyllum whitfordii Merr.
- Calophyllum wightianum Wall. ex Planch. & Triana
- Calophyllum williamsianum Craib
- Calophyllum woodii P.F. Stevens
- Calophyllum zeylanicum Kosterm.
- Calophyllum zschokkei Elmer